# Karl Ferdinand Wasa

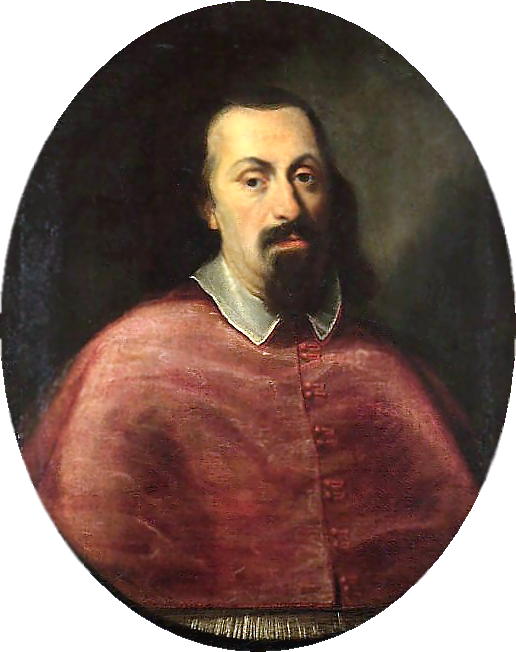
Fürstbischof Karl Ferdinand Wasa

Wappen des Breslauer Fürstbischofs Karl Ferdinand Wasa

Karl Ferdinand Wasa (polnisch Karol Ferdynand Waza; * 13. Oktober 1613 in Warschau; † 9. Mai 1655 in Wyszków) war ein polnischer Prinz aus der Dynastie der Wasa, Bischof von Płock, Herzog von Oppeln und Ratibor sowie Fürstbischof von Breslau.

## Leben
Seine Eltern waren König Sigismund III. Wasa und Constanze von Österreich. Die polnischen Könige Władysław IV. Wasa, Johann II. Kasimir und Kardinal Johann Albert Wasa waren seine Brüder. Obwohl Karl Ferdinand keine höheren Weihen empfangen hatte, wurde er 1624 Kanoniker am Breslauer Dom und gleichzeitig Koadjutor seines Onkels, des Breslauer Bischofs Karl von Österreich. Nach dessen Tod Ende 1624 wurde er am 3. Mai 1625 zum Bischof von Breslau gewählt. Da er Breslau nur einige Male besucht hatte, wurde die Diözese von Weihbischof Johann Balthasar Liesch von Hornau verwaltet. Zusätzlich zu seinem Breslauer Bischofsamt erfolgte 1640 die Wahl zum Bischof von Płock; außerdem war er Administrator der Zisterzienserabtei von Mogila.
Seit 1651 war er auch Herzog der Herzogtümer Oppeln und Ratibor, die im Pfandbesitz der Wasa waren. Nach seinem Tod wurde er in der Warschauer Jesuitenkirche bestattet. In der Krakauer Kathedrale wurde für ihn ein Kenotaph errichtet.